# PGC 1434
LEDA/PGC 1434, auch UGC 212 oder Arp 35, ist eine mit VV 257b verschmelzende Galaxie mit ausgedehnten Sternentstehungsgebieten im Sternbild Fische auf der Ekliptik. Sie ist schätzungsweise 222 Millionen Lichtjahre von der Milchstraße entfernt und hat eine Ausdehnung von etwa 115.000 Lichtjahren. Vom Sonnensystem aus entfernt sich das Objekt mit einer errechneten Radialgeschwindigkeit von näherungsweise 4.900 Kilometern pro Sekunde.
Wahrscheinlich bildet sie gemeinsam mit PGC 1416 und PGC 1431 ein gravitativ gebundenes Galaxientrio.
Halton Arp gliederte seinen Katalog ungewöhnlicher Galaxien nach rein morphologischen Kriterien in Gruppen. Diese Galaxie gehört zu der Klasse Spiralgalaxien mit der Form eines Integralzeichens (Arp-Katalog). 

## Galaktisches Umfeld
| Nr. | Galaxie                 | Alternativname            | Rek           | Dek           | Distanz/asec |
| --- | ----------------------- | ------------------------- | ------------- | ------------- | ------------ |
| →   | LEDA/PGC 1434           | UGC 212                   | 00h22m23.03s  | -01d18m12.2s  | 0            |
| 1   | 2MASX J00222224-0118138 | MCG +00-02-014            | 00h22m22.27s  | -01d18m13.7s  | 4.88         |
| 2   | LEDA/PGC 1121832        | 2MASX J00221611-0118268   | 00h22m16.12s  | -01d18m26.8s  | 97.92        |
| 3   | LEDA/PGC 1122803        | WISEA J002225.16-011602.0 | 00h22m25.160s | -01d16m02.50s | 136.99       |
| 4   | LEDA/PGC 1120030        | 2MASX J00222282-0122483   | 00h22m22.81s  | -01d22m48.1s  | 275.82       |
| 5   | LEDA/PGC 1123872        | 2MASX J00223456-0113252   | 00h22m34.554s | -01d13m25.11s | 338.75       |
| 6   | LEDA/PGC 1119510        | 2MASX J00221518-0124058   | 00h22m15.18s  | -01d24m05.9s  | 370.67       |
| 7   | LEDA/PGC 1416           | NSA 171619                | 00h22m08.88s  | -01d25m56.4s  | 508.79       |
| 8   | LEDA/PGC 3106900        | 2MASX J00225427-0114128   | 00h22m54.283s | -01d14m13.22s | 532.44       |
| 9   | LEDA/PGC 1123870        | 2MASX J00230415-0113261   | 00h23m04.168s | -01d13m26.52s | 686.33       |
| 10  | LEDA/PGC 3107028        | 2MASX J00214516-0111283   | 00h21m45.139s | -01d11m28.71s | 690.95       |
| 11  | LEDA/PGC 1117187        | 2MASX J00222316-0130063   | 00h22m23.15s  | -01d30m06.0s  | 712.97       |
| 12  | LEDA/PGC 1120454        | 2MASX J00231483-0121461   | 00h23m14.81s  | -01d21m46.2s  | 812.21       |
| 13  | LEDA/PGC 1119362        | 2MASX J00231070-0124271   | 00h23m10.70s  | -01d24m26.7s  | 813.11       |
| 14  | LEDA/PGC 1127350        | 2MASX J00223009-0104392   | 00h22m30.081s | -01d04m38.90s | 820.98       |
| 15  | LEDA/PGC 1116247        | 2MASX J00222836-0132252   | 00h22m28.37s  | -01d32m25.2s  | 857.40       |